# شرهات الوجه
شرهات الوجه (الاسم العلمي:†Edopidae) هي فصيلة منقرضة من البرمائيات البدائية تتبع رتبة مقسومات الفقار.

## الأجناس
- شره الوجه